# Jean Nageotte
Jean Nicolas Denis Eugène  Nageotte, né à Dijon le 8 février 1866 et mort le 22 juillet 1948 à Paris, est un neurologue, neuroanatomiste et neuropathologiste français.

## Biographie

### Famille
Jean Nageotte est né 10, rue du Bourg à Dijon, au domicile de Jacques Barbier son aïeul maternel. Il est le fils d’Eugène Nageotte, professeur au lycée de Châteauroux, alors âgé de 27 ans et de son épouse Marie Barbier âgée de 23 ans, sans profession.
Le 28 décembre 1891, il se marie avec Marie Nageotte-Wilbouchewitch, alors interne de médecine à Paris, lui permettant au passage d’acquérir la nationalité française, sa femme étant d'origine russe.

### Formation
Il étudie d’abord la médecine à Besançon, puis termine sa formation à Paris où il est interne des hôpitaux en 1889. Il obtient son doctorat à Paris en 1893 (avec une thèse consacrée au Tabes dorsalis) et il est ensuite nommé à Bicêtre  en 1898.

### Carrière professionnelle
En 1912, il succède à Louis Antoine Ranvier (1835-1922) à la Salpêtrière, au poste qui deviendra par la suite la chaire d’histologie comparée du Collège de France. Il reste fidèle à cet hôpital qui lui donne la possibilité de poursuivre ses recherches. Son domaine de prédilection est la neuroanatomie où il montre l’importance de l’anatomie microscopique. Mais il fut aussi clinicien et chercheur de premier plan.
Il est durant sa carrière efficacement secondé et conseillé par sa femme Marie Nageotte-Wilbouchewitch, elle-même pédiatre réputée (elle fut présidente de la Société de Pédiatrie).
Travailleur acharné, malgré une surdité précoce qui s'aggrave inexorablement, il fuit les mondanités. Doté d'un esprit très critique, parfois sévère et sarcastique, il est estimé de Joseph Babinski et Cajal. Il est par ailleurs fin connaisseur de la littérature classique.
À la suite d’un accident de bicyclette survenu en 1923, il reste paralysé du côté gauche et souffre de douleurs chroniques et invalidantes, ce qui l'oblige à démissionner de sa chaire du Collège de France en 1937.
La fin de sa vie est assombrie par des malheurs familiaux : durant la Seconde Guerre mondiale, il perd sa femme, l’une de ses filles est emprisonnée et son gendre est déporté par les Allemands. Lui-même est cependant témoin de la libération de Paris où il meurt quatre ans plus tard, âgé de 82 ans.

## Ses travaux
Il étudia de manière approfondie l’anatomie et la dégénérescence wallérienne des fibres nerveuses et consacra des travaux considérables à la fois cliniques et chimiques à la gaine de myéline et au tissu conjonctif. Il est aussi l'auteur d'études pionnières sur les greffes de nerfs.
Il décrivit les boutons terminaux des nerfs spinaux.
En association avec Babinski, il donna en 1902 la description du syndrome de Babinski–Nageotte (en) et rédigea un ouvrage sur le liquide cérébro-spinal.

## Éponymie
- Syndrome de Babinski-Nageotte (ou de l'hémibulbe) qui se voit dans les lésions bulbaires unilatérales qui concernent la région medullobulbaire transitionnelle.
- Noyau de Nageotte = Nucleus fasciculi ovalis.
- Nerf radiculaire de Nageotte : autre nom anciennement donné à la racine postérieure (sensitive) où Nageotte avait localisé la lésion initiale du tabès.
- Cellule de Nageotte : il s'agit d'une chambre de micro-numération des cellules du liquide céphalo-rachidien.

## Publications
- Tabès et paralysie générale. Paris, Steinheil, 1893.
- Contribution à l’étude du cytodiagnostic du liquide céphalo-rachidien dans les affections nerveuses. Tours, Maretheux, 1901.
- Pathogénie du tabes dorsal. Paris, Naud, 1903.
- La Structure fine du système nerveux. Paris, Maloine, 1905.
- L’Organisation de la matière dans ses rapports avec la vie. Paris, 1922.
- Morphologie des gels lipoïdes, myéline, cristaux liquides, vacuoles. Paris, Hermann, 1937.

## Pour approfondir